# Rusocin (województwo wielkopolskie)
Rusocin – wieś w Polsce położona w województwie wielkopolskim, w powiecie śremskim, w gminie Dolsk. W latach 1975–1998 miejscowość położona była w województwie poznańskim.
Duża wieś położona 6 km na północny wschód od Dolska, przy drodze powiatowej nr 4078 z Drzonku do Dobczyna. We wsi znajduje się skrzyżowanie z drogami do: Wieszczyczyna i Feliksowa.
Pierwsze wiadomości o wsi w dokumentach pojawiły się w roku 1405 pod nazwą Russoczino. Należała wówczas do Sędziwoja Zaborowskiego. Od XV wieku właścicielami byli Baranowscy, Koszutscy i Krzyżanowscy. W połowie XIX wieku majątek był w rękach Feliksa Topińskiego. Z powodów długów właściciela Bank Ziemski w 1904 rozparcelował majątek.
Zabytkiem prawnie chronionym jest zespół dworski, składający się z:
- barokowej oficyny z XVIII wieku,
- parku krajobrazowego z połowy XIX wieku, z pomnikowymi drzewami.

Pozostałymi atrakcjami wsi są:
- klasycystyczny dwór z 1879,
- kapliczka z figurą św. Jana Nepomucena.